# Peter Wenners
Peter Karl Wenners (* 15. August 1950 in Kiel) ist ein deutscher Sprach- und Literaturwissenschaftler, Pädagoge und Sachbuchautor.

## Leben
Peter Wenners bestand 1969 an der Hebbelschule in Kiel sein Abitur und begann an der Christian-Albrechts-Universität Kiel ein Studium der Germanistik, Geographie, Skandinavistik und Kunstgeschichte sowie Pädagogik und Soziologie. 1976 machte er das Erste Staatsexamen in den Fächern Germanistik und Geographie. Von 1976 bis 1978 wurde Wenners als Referendar am Carl-Jacob-Burckhardt-Gymnasium in Lübeck zum Gymnasiallehrer ausgebildet. Von 1978 bis 1993 unterrichtete er an der Heinrich-Heine-Schule in Heikendorf die Fächer Deutsch und Geographie.
1985 promovierte Wenners mit seiner Dissertation über Die Probsteier Familiennamen vom 14. bis 19. Jahrhundert. In den Jahren 1991 bis 1993 war er am Germanistischen Institut der Christian-Albrechts-Universität Kiel im Rahmen eines Lehrauftrags als Dozent für die Fachdidaktik des Deutschunterrichts tätig. Außerdem war er im Auftrag des Bildungsministeriums Schleswig-Holstein von 1991 bis 1998 Mitglied der Lehrplankommission für das Fach Deutsch Sekundarstufe I und II.
Von 1993 bis zu seiner Pensionierung 2016 war er Leiter des Gymnasiums Altenholz. Nach seiner Pensionierung engagierte er sich von 2016 bis 2020 als pädagogisch-wissenschaftlicher Leiter der Juniorakademie St. Peter-Ording, eines Förderprogramms für hochbegabte Jugendliche aus Schleswig-Holstein und Hamburg.
Seit 2016 widmet sich Wenners dem Schreiben von historischen Sachbüchern über Kiel und Schleswig-Holstein. Das erste Buch galt der Stadtgeschichte Kiels, Kieler Objekte erzählen Stadtgeschichte. Es folgten Bücher zum Thema Theodor Storm in Kiel und Geschichte der Beziehungen zwischen Schleswig-Holstein und Dänemark sowie zur Alltagsgeschichte in Schleswig-Holstein. Die fiktiven Briefe Die Schlösser der Herzogin erschienen 2022 und schildern die Renovierung des Kieler Schlosses 1695 durch Herzogin Friederike Amalie von Schleswig-Holstein-Gottorf. Das Buch 75x Schleswig-Holstein entdecken ist ein Tourenbegleiter zu Objekten der schleswig-holsteinischen Landesgeschichte. Königinnen des Nordens bietet biographische Skizzen zu fünfzig dänischen, norwegischen und schwedischen Königinnen vom Mittelalter bis zur Gegenwart. Der Roman Bewegte Zeiten. Kiel 1848 von 2023 beschäftigt sich mit den Ereignissen der Schleswig-Holsteinischen Erhebung 1848. Historische Reiseberichte sammeln die beiden Bände Schleswig-Holsteins Osten bzw. Westen und Süden. Reisen damals und heute und stellen sie der gegenwärtigen Gestalt der Orte gegenüber mit zahlreichen Tipps für Ausflüge.
Peter Wenners ist seit 1981 verheiratet und Vater zweier Töchter; er lebt in Kronshagen bei Kiel. 

## Veröffentlichungen
- Die Probsteier Familiennamen vom 14. bis 19. Jahrhundert. Mit einem Überblick über die Vornamen im gleichen Zeitraum. Kieler Beiträge zur deutschen Sprachgeschichte Band 11. Karl Wachholtz Verlag, Neumünster 1988, ISBN 978-3-529-04361-1
- Die Probstei im 18. und 19. Jahrhundert. In: Jahrbuch für Heimatkunde im Kreis Plön. 19. Jahrgang 1989, Seite 50–63.
- Kieler Objekte erzählen Stadtgeschichte. Eine Entdeckungstour zu den Zeugen der Vergangenheit. Boyens Buchverlag, Heide 2017, ISBN 978-3-8042-1467-5
- Spaziergänge durch Alt-Kiel. Historischer Stadtführer auf den Spuren Theodor Storms. Boyens Buchverlag, Heide 2018. ISBN 978-3-8042-1494-1
- Schleswig-Holstein und Dänemark. Geschichte im Spiegel der Literatur. Boyens Buchverlag, Heide 2019, ISBN 978-3-8042-1513-9
- Handel und Wandel. Lesebuch zur Alltagsgeschichte in Schleswig-Holstein. Boyens Buchverlag, Heide 2020, ISBN 978-3-8042-1535-1
- Der Baulöwe aus dem Kieler Süden. In: Das Geschichtsjournal „Rund um den Russee“. Heft 12, 2020, Seite 12–21.
- 75x Schleswig-Holstein entdecken: Ein Tourenbegleiter durch die Landesgeschichte. Boyens Buchverlag, Heide 2022, ISBN 978-3-8042-1555-9
- Wie sie wurden, was sie waren. Jugendtage großer Norweger. 16 biographische Skizzen. Epubli Verlag, Berlin 2022, ISBN 978-3-7565-2059-6
- Die Schlösser der Herzogin. Fiktive Briefe der Friederike Amalie von Schleswig-Holstein-Gottorf. Epubli Verlag, Berlin 2022, ISBN 978-3-7565-4169-0
- Königinnen des Nordens. 50 Biographische Skizzen. Epubli Verlag, Berlin 2022, ISBN 978-3-7565-2623-9
- Bewegte Zeiten. Kiel 1848. Roman. Epubli Verlag, Berlin 2023. ISBN 978-3-7575-3195-9
- Schleswig-Holsteins Osten. Reisen damals und heute. Reisebuch Verlag, Plön 2023, ISBN 978-3-9473-3471-1
- Schleswig-Holsteins Westen und Süden. Reisen damals und heute. Reisebuch Verlag, Plön 2024, ISBN 978-3-9473-3472-8
- Zeitreise in das Jahr 1800. Schleswig-Holstein auf der Schwelle in die moderne Zeit. Epubli Verlag, Berlin 2024. ISBN 978-3-7584-8519-0

## Belege
1. ↑   Gymnasium Altenholz 10. Dezember 2015, abgerufen am 24. Juni 2021.
2. ↑  Digitales Familiennamenwörterbuch Deutschlands DFD 15.06.2021, abgerufen am 24. Juni 2021.
3. ↑   Gymnasium Altenholz Rundbrief Dezember 2015, abgerufen am 24. Juni 2021.
4. ↑  Neues Buch blickt in den früheren Alltag  (Memento des Originals vom 24. Juni 2021 im Internet Archive)  Info: Der Archivlink wurde automatisch eingesetzt und noch nicht geprüft. Bitte prüfe Original- und Archivlink gemäß Anleitung und entferne dann diesen Hinweis. kn-online.de vom 31.  Dezember 2020, abgerufen am 23. Juni 2021.
5. ↑   JuniorAkademie St. Peter-Ording, Programmheft 2018, abgerufen am 24. Juni 2021.
6. ↑   Kiellokal November 2017, abgerufen am 24. Juni 2021.
7. ↑   Die Welt 10. Januar 2020, abgerufen am 24. Juni 2021.
8. ↑  Carsten Frahm: Geschichte leicht gemacht. Gewerbe- und Handelsverein Kronshagen, 1. Februar 2022, abgerufen am 15. Februar 2022.
9. ↑  Heide Linde-Lembke: 75 Ausflugziele für historisch Begeisterte im Norden. In: google.de. Hamburger Abendblatt, 18. Dezember 2022, abgerufen am 18. Dezember 2022.
10. ↑  Beate König: Peter Wenners aus Kronshagen porträtiert 50 skandinavische Königinnen. In: kn-online.de. Kieler Nachrichten, Januar 2023, abgerufen im Januar 2023.
11. ↑  Schleswig-Holsteins Westen und Süden: Reisen damals und heute – Reisebuch Verlag. Abgerufen am 9. März 2024.
12. ↑  Schleswig-Holsteins Osten: Reisen damals und heute – Reisebuch Verlag. Abgerufen am 9. März 2024.

| Personendaten    | Personendaten                                                              |
| ---------------- | -------------------------------------------------------------------------- |
| NAME             | Wenners, Peter                                                             |
| ALTERNATIVNAMEN  | Wenners, Peter Karl (vollständiger Name)                                   |
| KURZBESCHREIBUNG | deutscher Sprach- und Literaturwissenschaftler, Pädagoge und Sachbuchautor |
| GEBURTSDATUM     | 15. August 1950                                                            |
| GEBURTSORT       | Kiel                                                                       |